# Una segona mare
Una segona mare (títol original, Que Horas Ela Volta?) és una pel·lícula brasilera de 2015 dirigida per Anna Muylaert, amb guió d'ella mateixa. Constitueix una crítica a la desigualtat social al Brasil a través de la història d'una empleada domèstica i les tensions amb els seus ocupadors que ocasiona l'arribada de la seva filla per iniciar els seus estudis universitaris a São Paulo. S'ha doblat i subtitulat al català.
Es va estrenar mundialment a principis de 2015 al Festival de Cinema de Sundance i va arribar al Brasil el 27 d'agost del mateix any. Al setembre va ser seleccionada pel Ministeri de Cultura del Brasil per ser la candidata brasilera al Premi Oscar a la millor pel·lícula en parla no anglesa, però no va resultar nominada. Uns mesos després, al desembre, l'organització estatunidenca National Board of Review la va considerar una de les cinc millors pel·lícules estrangeres de l'any, i l'Associació Brasilera de Crítics de Cinema la va triar com la millor pel·lícula del 2015.

## Argument
Val, oriünda de Pernambuco, marxa a São Paulo i deixa enrere a la seva filla Jéssica amb els seus familiars. A Sao Paulo aconsegueix treball com a empleada domèstica d'una família de classe alta i cuida al fill d'aquesta, Fabinho, amb qui estableix una relació més pròxima de la que ell té amb la seva mare.
Tretze anys després, ja amb una certa folgança econòmica, Jéssica li demana a la seva mare quedar-se uns dies amb ella mentre estudia per a presentar-se a l'examen Vestibular (Selectivitat), al qur Fabinho també es presentarà, i ingressar a la Universitat de São Paulo. Val, que viu en un petita habitació a la casa de la família, demana permís, i després d'aconseguir-ho Jéssica ve a viure amb ells. La convivència es torna complicada, ja que Jéssica no accepta les divisions socials imposades i que la seva mare respecta.

## Repartiment
| Actor               | Paper          |
| ------------------- | -------------- |
| Regina Casé         | Val            |
| Camila Márdila      | Jéssica        |
| Michel Joelsas      | Fabinho        |
| Karine Teles        | Bárbara        |
| Lourenço Mutarelli  | José Carlos    |
| Helena Albergaria   | Edna           |
| Luci Pereira        | Raimunda       |
| Alex Rusjar         | Caveira        |
| Thaissa Reis        | Pâmela         |
| Milcéia Vicente     | Anita          |
| Hugo Villavicentino | Peruano        |
| Bete Dorgan         | Janaína        |
| Luís Miranda        | Antônio        |
| Theo Werneck        | Vandre         |
| Andrey Lima Lopes   | Fabinho de nen |

## Producció
Anna Muylaert va planejar realitzar Que Horas Ela Volta, originalment titulada A Porta da Cozinha, abans de realitzar la seva primera pel·lícula Durval Discos en 2002. Quan va concebre la pel·lícula es va inspirar en la història de la mainadera que va cuidar al seu propi fill i en «l'amor d'una mare», però en aquest moment no se sentia capaç de dur a terme el projecte i veia al guió com a «immadur». En el curs dels anys va reescriure el guió quatre vegades i es va enfocar particularment en què el personatge de Val no quedés com «una caricatura» sinó com un personatge real, ja que «cuidar als fills d'altres persones és un treball sagrat però molt subestimat». Al seu torn, va comentar que també li va costar escriure el guió perquè no volia que fos «tendenciós» i amb «persones culpables». En una de les vegades que va reescriure el guió, va refer el personatge de Jéssica, que originalment anava a anar a Sao Paulo amb el desig de ser perruquera. Es va enfocar en què «reflectís els canvis i els debats que s'havien produït [a la societat]. En comptes de retratar a la filla de la mainadera com a submisa i desgraciada, com manen els clixés, la vaig dotar d'una personalitat molt marcada; la vaig fer prou noble i forta com per a enfrontar-se a aquestes normes socials segregadores». En la seva opinió, la pel·lícula «obre més preguntes que les respostes que dona».
Malgrat els canvis en el guió, Muylaert va dir que sempre va estar segura que Regina Casé havia de ser l'actriu protagonista. Va expressar que «només ella té un repertori de vida per al paper» i que ella va aconseguir convertir a la pel·lícula «en una espècie de museu sociològic que representa les dones nordestinas d'una certa franja d'edat». Casé va coincidir que la protagonista Val no representava a una persona, sinó «a una col·lecció de persones» i va explicar que ella sentia que amb ella «va alliberar a totes aquestes dones nordestines».
El rodatge va començar al febrer de 2014 i va durar sis mesos. Per la fotografia, la directora va dir haver-se inspirat en el conte Casa tomada de Julio Cortázar per la seva estructura de «invasió per a després expulsió», i en les pel·lícules Teorema (Pier Paolo Pasolini, 1968) i El custodio (Rodrigo Moreno, 2005).

## Estrena i recepció

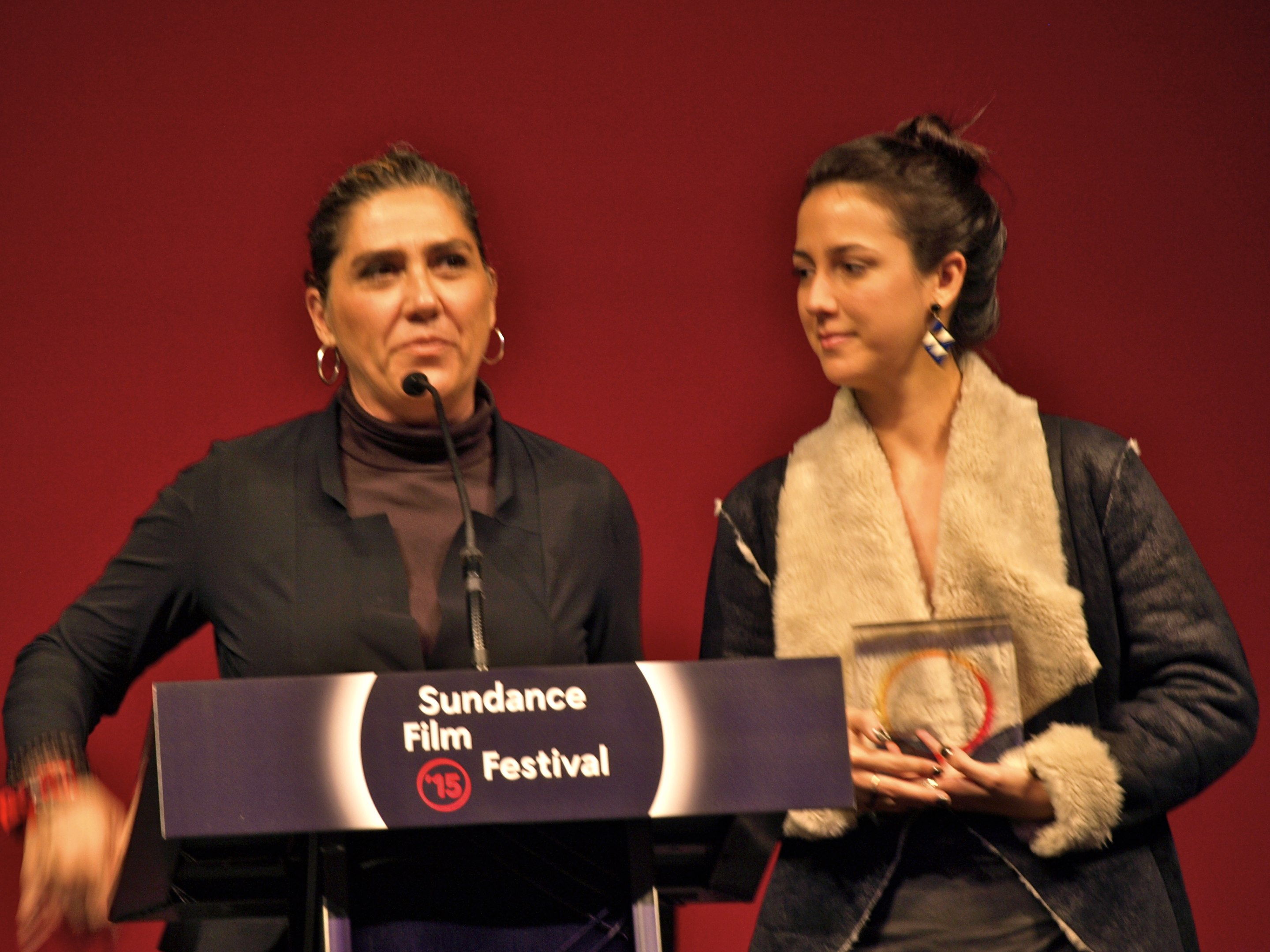
Anna Muylaert i Camila Márdila reben el premi del Festival de Sundance 2015.

Una segona mare es va estrenar al Festival de Cinema de Sundance a principis de 2015. El jurat del festival va premiar a Regina Casé i Camila Márdila per les seves actuacions en la pel·lícula. Posteriorment, es va estrenar a Europa al 65è Festival Internacional de Cinema de Berlín, on va guanyar el premi de l'audiència.
La pel·lícula finalment es va estrenar al Brasil el 27 d'agost de 2015, després d'haver estat vist per mig milió de persones a Europa.
Que Horas Ela Volta va ser molt aclamada per la crítica. A Rotten Tomatoes té una puntuació de 95% d'aprovació, amb un consens en què «els seus personatges atractius construeixen un drama artísticament construït que porta a la reflexió en l'audiència i està bellament portat a la vida per un repartiment talentós». A Metacritic, per la seva part, la pel·lícula va obtenir una puntuació de 82/100. The Hollywood Reporter va lloar les actuacions i va dir que «la bellesa d'aquest guió construït enginyosament radica en el fet que és una narrativa que et porta amb la seva història mentre alhora explora molts temes complexos sota la superfície». La revista també va delimitar que la pel·lícula feia això amb «esgarrifosa precisió i també humor» mentre era capaç de «evitar els clixés». El web brasiler Omelete va expressar que la pel·lícula aconsegueix «un equilibri entre l'humor i la crònica social» i que ho feia amb «convicció però també amb propietat»
No obstant això, The New Yorker, d'altra banda, va criticar a la pel·lícula i va al·legar que «els personatges estereotipats de Muylaert amb els seus rols socials mostren les seves intencions des del principi i fan un drama superflu». Francesca Angiolillo de Folha de S. Paulo va comentar que el film «es mostra fins al seu desenllaç com un film bastant més conservador del que en les seves bones intencions desitjaria ser». Per part seva, Margareth Carbinato, presidenta del sindicat d'empleades domèstiques de Sant Pau, també va criticar el film i va dir que «no va aprendre res d'ell i no va entendre el missatge». Si bé va lloar l'actuació de Regina Casé, va criticar el realisme de la trama ja que «no és comuna» que els ocupadors acullin a les seves cases als familiars d'una empleada. Va delimitar que «cadascun ha de saber el seu lloc» i va dir que qui va escriure el guió «va voler mostrar a un patró que s'imposa, però no puc acceptar això perquè a la casa l'amo ha d'imposar ordre».
Muylaert va expressar que les situacions socials del film «tenen una recepció totalment diferent segons on es projecti la pel·lícula. En la perifèria hi ha escenes en què la gent aplaudeix mentre que en Sao Paulo aquesta mateixa escena provoca riure». Per a ella, «aquesta pel·lícula podria causar bastant malestar i vergonya, ja que no es parla d'aquestes regles [socials]». També va expressar que la pel·lícula «va aconseguir donar impuls al sentiment de ciutadania, i Jessica és el retrat d'aquest canvi». El diari Página 12 de l'Argentina va coincidir que la pel·lícula mostra «els canvis que travessa la societat brasilera actual portes endins a través del personatge de la filla de la protagonista».

## Premis
| Any  | Premi                                                           | Categoria                                      | Candidat                   | Resultat  | Ref.   |
| ---- | --------------------------------------------------------------- | ---------------------------------------------- | -------------------------- | --------- | ------ |
| 2015 | 65è Festival Internacional de Cinema de Berlín                  | Premi CICCAE                                   | Anna Muylaert              | Guanyador | [ 20 ] |
| 2015 | 65è Festival Internacional de Cinema de Berlín                  | Premi Panorama                                 | Anna Muylaert              | Guanyador | [ 20 ] |
| 2015 | Premi de l'Associació de Crítics de Cinema de Dallas-Fort Worth | Millor pel·lícula estrangera                   | Una segona mare            | Nominat   | [ 20 ] |
| 2015 | Festival de Cinema de Sundance                                  | Premi especial del jurat a l'actuació          | Regina Casé Camila Márdila | Guanyador | [ 20 ] |
| 2015 | Festival de Cinema de Sundance                                  | Premi especial del jurat a la direcció         | Gran premi del jurat       | Nominat   | [ 20 ] |
| 2015 | Festival de Cinema de Seattle                                   | Millor actriu                                  | Regina Casé                | Nominat   | [ 20 ] |
| 2015 | Festival de Cinema de Lima                                      | Premi del públic                               | Anna Muylaert              | Nominat   | [ 20 ] |
| 2015 | Festival de Cinema de Ljubljana                                 | Millor pel·lícula                              | Anna Muylaert              | Guanyador | [ 20 ] |
| 2015 | National Board of Review                                        | Millors pel·lícules estrangeres                | Una segona mare            | Guanyador | [ 20 ] |
| 2015 | Festival de Cinema d'Amsterdam                                  | Premi del públic a la millor pel·lícula        | Una segona mare            | Guanyador | [ 20 ] |
| 2015 | Cercle Femení de Crítics de Cinema dels Estats Units            | Millor pel·lícula estrangera per o sobre dones | Una segona mare            | Guanyador | [ 20 ] |
| 2015 | Associació de Crítics de Cinema de Washington D. C.             | Millor pel·lícula estrangera                   | Una segona mare            | Guanyador | [ 20 ] |
| 2015 | Festival de Cinema de RiverRun                                  | Millor guió                                    | Anna Muylaert              | Guanyador | [ 20 ] |
| 2015 | Premis Satellite                                                | Millor pel·lícula estrangera                   | The Second Mother          | Nominat   | [ 20 ] |
| 2016 | Premis de la Crítica Cinematogràfica                            | Millor pel·lícula de parla no anglesa          | The Second Mother          | Nominat   | [ 20 ] |
| 2016 | Premi de l'Associació de Crítics d'Art de Sant Pau              | Millor pel·lícula                              | Anna Muylaert              | Guanyador | [ 20 ] |
| 2016 | Premi de l'Associació de Crítics d'Art de Sant Pau              | Millor actriu                                  | Regina Casé                | Guanyador | [ 20 ] |
| 2017 | LIX edició dels Premis Ariel                                    | Millor pel·lícula iberoamericana               | Una segona mare            | Guanyador | [ 21 ] |